# Estación de Alma - Marceau
La estación de Alma - Marceau es una estación del metro de París situada en el VIII Distrito, al oeste de la capital. Pertenece a la línea 9. 

## Historia
La estación fue inaugurada el 27 de mayo de 1923.
Debe su nombre a la batalla del río Alma y al general francés François Séverin Marceau-Desgraviers.

## Descripción
Se compone de dos vías y de dos andenes laterales de 75 metros de longitud. 
Está diseñada en bóveda elíptica revestida completamente de los clásicos azulejos blancos biselados del metro parisino, con la única excepción del zócalo que es de color marrón. Los paneles publicitarios emplean un fino marco dorado con adornos en la parte superior. 
La iluminación es de estilo Motte y se realiza con lámparas resguardadas en estructuras rectangulares de color azul que sobrevuelan la totalidad de los andenes no muy lejos de las vías.
La señalización por su parte usa la tipografía CMP donde el nombre de la estación aparece sobre un fondo de azulejos azules en letras blancas. Por último los asientos, que también son de estilo Motte, combinan una larga y estrecha hilera de cemento revestida de azulejos azules que sirve de banco improvisado con algunos asientos individualizados del mismo color que se sitúan sobre dicha estructura.